# ميشيل فين
ميشيل فين (بالإنجليزية: Michelle Finn)‏ هي منافسة ألعاب القوى أيرلندية، ولدت في 16 نوفمبر 1989.

## وصلات خارجية
- ميشيل فين على موقع الاتحاد الدولي لألعاب القوى (الإنجليزية)
- ميشيل فين على موقع TFRRS.org (الإنجليزية)
- ميشيل فين على موقع اللجنة الأولمبية الدولية (الإنجليزية)
- ميشيل فين على موقع أوليمبيديا (الإنجليزية)
- ميشيل فين على موقع اللجنة الأولمبية الأيرلندية (الإنجليزية)